# Ich-Syntonie
Ich-Syntonie bedeutet, dass eine Person ihre Gedanken, Emotionen, Affekte und Verhaltensweisen als zu ihrem Ich gehörend erlebt. Diese stehen mit dem eigenen Selbstbild und persönlichen Werten im Einklang und werden prinzipiell als normal, richtig und angemessen wahrgenommen, nicht als fremd oder störend. Dies hat auch zur Folge, dass eigene negative, abweichende oder normverletzende Verhaltensweisen nicht als problematisch erkannt werden, selbst wenn die betroffene Person von anderen darauf hingewiesen wird. Es entsteht ihr also kein eigener Leidensdruck. Da Ich-Syntonie häufig im Kontext bestimmter psychischer Störungen auftritt, kann sie jedoch für die Umgebung der Betroffenen belastend und sogar schädlich sein. Der Gegensatz zur Ich-Syntonie ist die Ich-Dystonie.

## Wortbildung
Der Begriff Ich-Syntonie ist eine Zusammensetzung aus zwei eigenständigen Wörtern, wobei das Wort Syntonie als Substantiv vom Adjektiv synton abgeleitet ist. Das Adjektiv synton bedeutet, dass eine Person sich in einer gefühlsmäßigen Harmonie mit der Umwelt befindet.

## Beschreibung
In der Psychopathologie ist die Ich-Syntonie ein Symptom verschiedener psychischer Störungen. Erleben und Verhalten, das einem Störungsbild zugeschrieben werden kann, wird aus der Eigenperspektive nicht als störend oder krankhaft wahrgenommen. Das eigene Handeln, Denken und Fühlen empfindet der Betroffene als zu sich selbst gehörend (im Sinne eines Bestandteils des eigenen Selbst). Die Betroffenen identifizieren sich daher mit ihren Symptomen und können sich nicht von ihnen distanzieren.
Für den Wahn ist die unvergleichliche subjektive Gewissheit und damit die Ich-Syntonie der eigenen Vorstellungen ein notwendiges Symptom für die Diagnose. Auch während manischer Episoden liegt zumeist Ich-Syntonie vor. Besonders häufig erleben auch Menschen mit einer Persönlichkeitsstörung ihre Symptomatik als ich-synton. 
Abgesehen von den genannten Beispielen ist der Zustand der Ich-Syntonie im Bereich psychischer Störungen allerdings selten. So werden  beispielsweise bei einer Zwangsstörung Zwangshandlungen und Zwangsgedanken üblicherweise als unsinnig und überflüssig, also ich-dyston, erlebt. Bei der Depression führt das emotionale Erleben meist zu einem erheblichen Leidensdruck, der Umstand depressiv zu sein wird also gleichfalls als ich-dyston empfunden.